# Johannes Klaußner

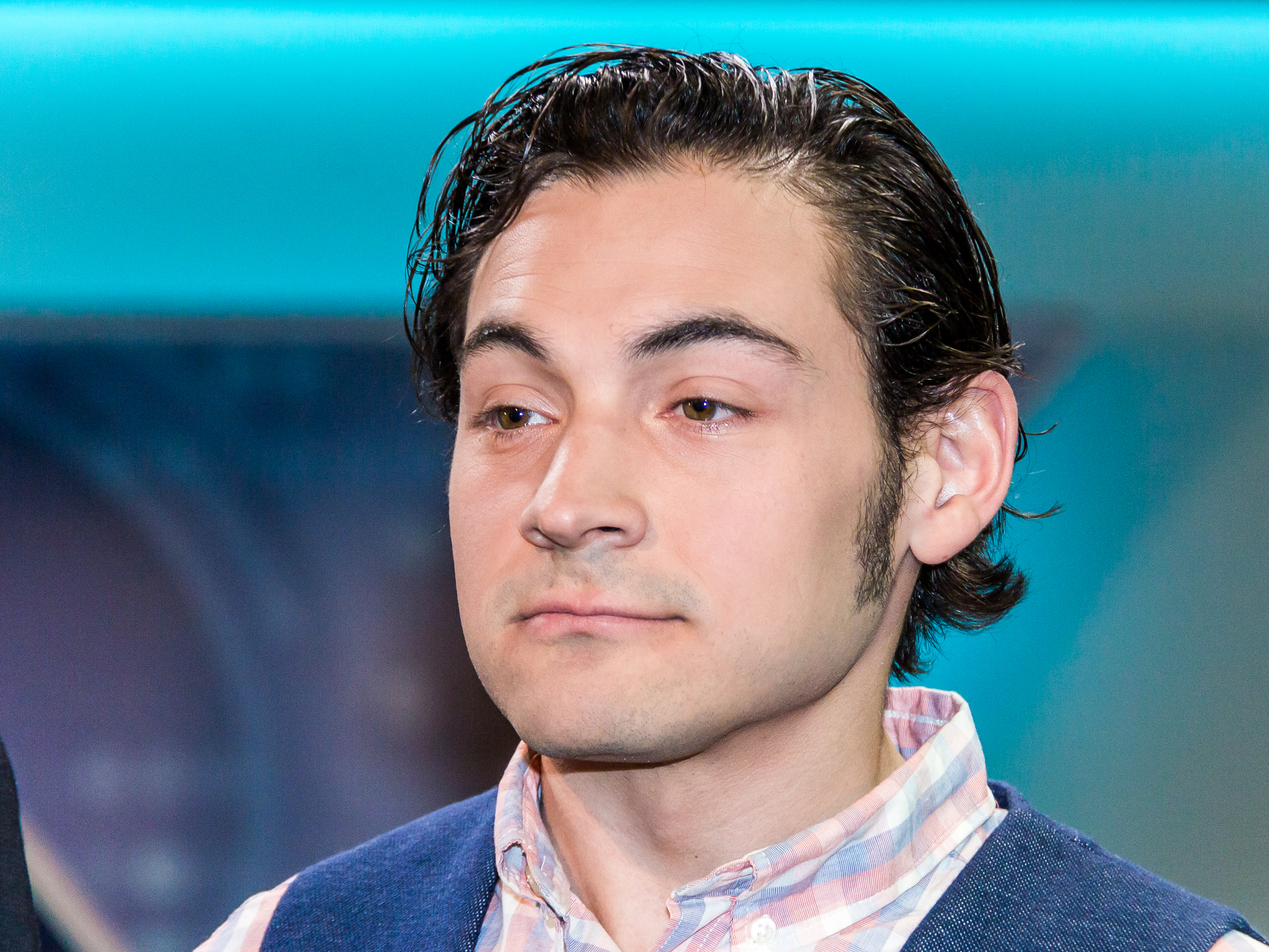
Johannes Klaußner bei Dreharbeiten zu Schnitzel geht immer, 2016

Johannes Klaußner (* 28. November 1985 in Hamburg) ist ein deutscher Schauspieler und Hörbuchsprecher.

## Leben
Johannes Klaußner ist der Sohn des Schauspielers Burghart Klaußner.
Er arbeitete bereits als Jugendlicher als Schauspieler. Sein TV-Debüt hatte er 1993 in dem Fernsehfilm Der abgefangene Liebesbrief; sein Kinodebüt war in dem Kinofilm Nur über meine Leiche (1995). Seine Fernsehkarriere setzte er mit Rollen in den Fernsehfilmen Gelegenheit macht Liebe (1997; in einer Hauptrolle als Junge Philip  Knaack) und in Ein Teenager flippt aus (2001) fort. In der ZDF-Krimireihe Solo für Schwarz war er 2006 in dem Film Der Tod kommt zurück zu sehen. Er spielte Carsten Krug, den Sohn eines ermordeten Ex-FDJ-Funktionärs und Bruder eines neunjährigen traumatisierten Jungen. In dem Doku-Drama Die Wölfe (2009) verkörperte er Wolfgang, einen Jungen aus dem sowjetischen Sektor Berlins.
In dem TV-Dokudrama Eichmanns Ende – Liebe, Verrat, Tod (2010) spielte Klaußner Adolf Eichmanns Sohn Klaus, genannt Nick, der sich in die Tochter des KZ-Überlebenden Lothar Hermann verliebt; seine Partnerin war Henriette Confurius. 2010 hatte er eine kleinere Rolle in dem Kinofilm Neue Vahr Süd. Er spielte Ralf Müller, den Kommilitonen eines früheren Schulfreunds des im Mittelpunkt des Films stehenden Speditionskaufmanns Frank Lehmann. In dem dreiteiligen Fernsehfilm Das Adlon. Eine Familiensaga (2013) war er in Teil I und Teil II als Zimmerkellner Rudolf zu sehen. In mehreren Szenen spielte er dabei gemeinsam mit seinem Vater. Für diese Rolle war er 2013 für den Günter-Strack-Fernsehpreis nominiert. In dem Fernsehfilm Nacht über Berlin (2013) stellte er, an der Seite von Jan Josef Liefers, eine historische Figur dar, den niederländischen Arbeiter Marinus van der Lubbe, der als angeblicher Täter des Reichstagsbrandes hingerichtet wurde.
In dem Polizeiruf-110-Krimi Der verlorene Sohn (2013) verkörperte er Julian Langner, einen in der rechten Szene aktiven Studenten der Politikwissenschaft und Mentor der Filmfigur Andi Wegener. In dem Kinofilm Diplomatie (2014) spielte Klaußner unter der Regie von Volker Schlöndorff einen 18-jährigen Soldaten, der von seinem Dienstvorgesetzten, General Dietrich von Choltitz, nach Hause entlassen wird.
Klaußner hatte außerdem Episodenrollen unter anderem in den Serien Einsatz Hamburg Süd (1998; als Schüler, der sich aus Liebeskummer selbst verletzt), Deadline – Jede Sekunde zählt (2008; als Schüler Jan), Notruf Hafenkante (2008; als Nachbarsjunge und Erpresser Jens Osterland), SOKO Wismar (2008; als eifersüchtiger Freund Fabian Iversen), Küstenwache (2010; als Bankierssohn Lukas Dietzmer) und SOKO Stuttgart (2014; als Freund des Entführungsopfers).
Im Oktober 2014 war Klaußner in der ZDF-Serie SOKO Wismar in einer Episodenhauptrolle zu sehen; er spielte Piet Wiegamm, den früheren WG-Mitbewohner einer ermordeten Studentin. In der ARD-Krimiserie Großstadtrevier war er 2015 in einer Episodenhauptrolle zu sehen. Er spielte Pascal Severing, den Neffen des Kiez-Gangsterbosses Dietmar Severing. Im März 2015 zeigte das ZDF den Fernsehkrimi Marie Brand und der schöne Schein, mit Klaußner in einer Hauptrolle. Er spielte Luca Basteck, einen Ruderer aus einem Kölner Ruderverein, der sich in die weibliche Hauptfigur Hanna Brehm verliebt und unter Tatverdacht gerät. In der ARD-Krimireihe Mordkommission Istanbul (Erstausstrahlung: September 2016) hatte er eine Hauptrolle; er verkörperte den jungen Türken Ibrahim, der scheinbar unter den Einfluss eines radikal-islamistischen Predigers geraten ist und sich offenbar einer Terrororganisation angeschlossen hat. In dem historischen Fernsehfilm Zwischen Himmel und Hölle (Erstausstrahlung: Oktober 2017) über den Beginn der Reformation in Wittenberg spielte er den deutschen Juristen und Reformator Andreas Bodenstein.
In der 13. Staffel der ZDF-Serie Der Kriminalist (Dezember 2018) hatte er eine Episodenhauptrolle als „unterwürfiger“ Sohn eines zwielichtigen Geschäftsmanns. In der TV-Serie In aller Freundschaft – Die jungen Ärzte (Juli 2019) verkörperte er einen „kauzigen“ Patienten, der ein Explosionstrauma erlitten hat.
Im 11. Film der ZDF-Krimireihe Nord Nord Mord (Erstausstrahlung: Januar 2020) spielte er den Taxifahrer Max Fischer, den tatverdächtigen Bruder eines ermordeten ehrenamtlichen Sylter Seehundschützers.
2014 wirkte er in einem Werbespot für das Hamburger Straßenmagazin Hinz&Kunzt mit.
Klaußner lebt in Hamburg.

## Filmografie (Auswahl)
- 1993: Der abgefangene Liebesbrief (Fernsehfilm)
- 1995: Nur über meine Leiche (Kinofilm)
- 1997: Gelegenheit macht Liebe (Fernsehfilm)
- 1998: Einsatz Hamburg Süd (Fernsehserie, Folge Auf Abwegen)
- 2001: Ein Teenager flippt aus (Fernsehfilm)
- 2006: Solo für Schwarz – Der Tod kommt zurück (Fernsehreihe)
- 2008: Deadline – Jede Sekunde zählt (Fernsehserie, Folge Mutprobe)
- 2008: Notruf Hafenkante (Fernsehserie, Folge Wo ist Luisa?)
- 2008: Italien im Herzen (Fernsehfilm)
- 2008, 2014: SOKO Wismar (Fernsehserie, verschiedene Rollen, 2 Folgen)
- 2009: Die Wölfe (Doku-Drama)
- 2009: Die Pfefferkörner (Fernsehserie, Folge Unschuldig)
- 2010: Küstenwache (Fernsehserie, Folge Gefährliche Liebschaft)
- 2010: Eichmanns Ende – Liebe, Verrat, Tod (TV-Dokudrama)
- 2010: Neue Vahr Süd (Kinofilm)
- 2013: Das Adlon. Eine Familiensaga (Fernseh-Dreiteiler)
- 2013: Nacht über Berlin (Fernsehfilm)
- 2013: Polizeiruf 110: Der verlorene Sohn (Fernsehreihe)
- 2014: SOKO Stuttgart (Fernsehserie, Folge Falsche Zeit, falscher Ort)
- 2014: Diplomatie (Kinofilm)
- 2014: Da nicht für (Kurzfilm)
- 2015: Großstadtrevier (Fernsehserie, Folge Ein Mann – ein Wort)
- 2015: Marie Brand und der schöne Schein (Fernsehreihe)
- 2016: Mordkommission Istanbul: Im Zeichen des Taurus (Fernsehreihe)
- 2017: Schnitzel geht immer (Fernsehreihe)
- 2017: Es war einmal Indianerland
- 2017: Zwischen Himmel und Hölle (Fernsehfilm)
- 2018: Wenn Fliegen träumen (Kinofilm)
- 2018: Der Kriminalist (Fernsehserie, Folge Schatten der Nacht)
- 2019: Ein starkes Team: Eiskalt (Fernsehreihe)
- 2019, 2024: In aller Freundschaft – Die jungen Ärzte (Fernsehserie,  verschiedene Rollen, 2 Folgen)
- 2020: Nord Nord Mord: Sievers und die tödliche Liebe (Fernsehreihe)
- 2022: Kommissarin Lucas – Goldrausch (Fernsehreihe)
- 2024: Wilsberg: Datenleck (Fernsehreihe)
- 2024: Mein Kind – Moya Ditina

## Hörbücher (Auswahl)
- 2018: Benedict Jacka: Das Labyrinth von London, Random House Audio, ISBN 978-3-8371-4234-1 (Hörbuch-Download, Alex Verus 1)
- 2024: Benedict Jacka: Der Jäger von London, Random House Audio & Audible (Alex Verus 11)